# Codex diplomaticus Brandenburgensis
Le Codex Diplomaticus Brandenburgensis (CDB) est une collection de documents, chroniques et autres sources sur l'histoire de la marche de Brandebourg et de ses souverains en 41 volumes (1838-1869), édité par Adolph Friedrich Riedel.
C'est un outil essentiel pour la recherche d'histoire locale et locale sur l'histoire de la marche de Brandebourg et comprend les départements suivants :
- Partie principale 1 : Geschichte der geistlichen Stiftungen, der adlichen Familien, so wie der Städte und Burgen der Mark Brandenburg, 25 volumes ;
- Partie principale 2 : Urkunden-Sammlung zur Geschichte der auswärtigen Verhältnisse der Mark Brandenburg und ihrer Regenten, 6 volumes ;
- Partie principale 3 : Sammlung für allgemeine Landes- und kurfürstliche Haus-Angelegenheiten, 3 volumes ;
- Partie principale 4 : Urkunden-Sammlung für die Orts- und spezielle Landesgeschichte, 1 volume ;
- 1 volume supplémentaire
- Registre des noms en 3 volumes par Moritz Wilhelm Heffter (de)
- Registre chronologique en 2 volumes (jusqu'en 1741).

Étant donné que Philipp Wilhelm Gercken (de) a déjà publié un Codex diplomaticus Brandenburgensis en huit volumes de 1769 à 1785 et que Georg Wilhelm von Raumer a publié un Codex diplomaticus Brandenburgensis continuatus en deux volumes en 1831 et 1833, la collection de Riedel est également connue sous le nom de Novus Codex diplomaticus Brandenburgensis.